# Pascal Schürpf
Pascal Schürpf (Bazel, 15 juli 1989) is een Zwitsers voetballer die als middenvelder speelt. Schürpf speelt sinds 2017 voor FC Luzern.